# Староселец
Староселец (болг. Староселец) — село в Болгарии. Находится в Варненской области, входит в общину Провадия. Население составляет 37 человек.

## Политическая ситуация
Староселец подчиняется непосредственно общине и не имеет своего кмета.
Кмет (мэр) общины Провадия — Георги Стоянов Янев (ДНГ) по результатам выборов в правление общины.